# Basílica de San Nicolás (Ámsterdam)
La basílica de San Nicolás (en neerlandés: Sint-Nicolaasbasiliek) es un templo católico situado en el centro de Ámsterdam.

## Historia

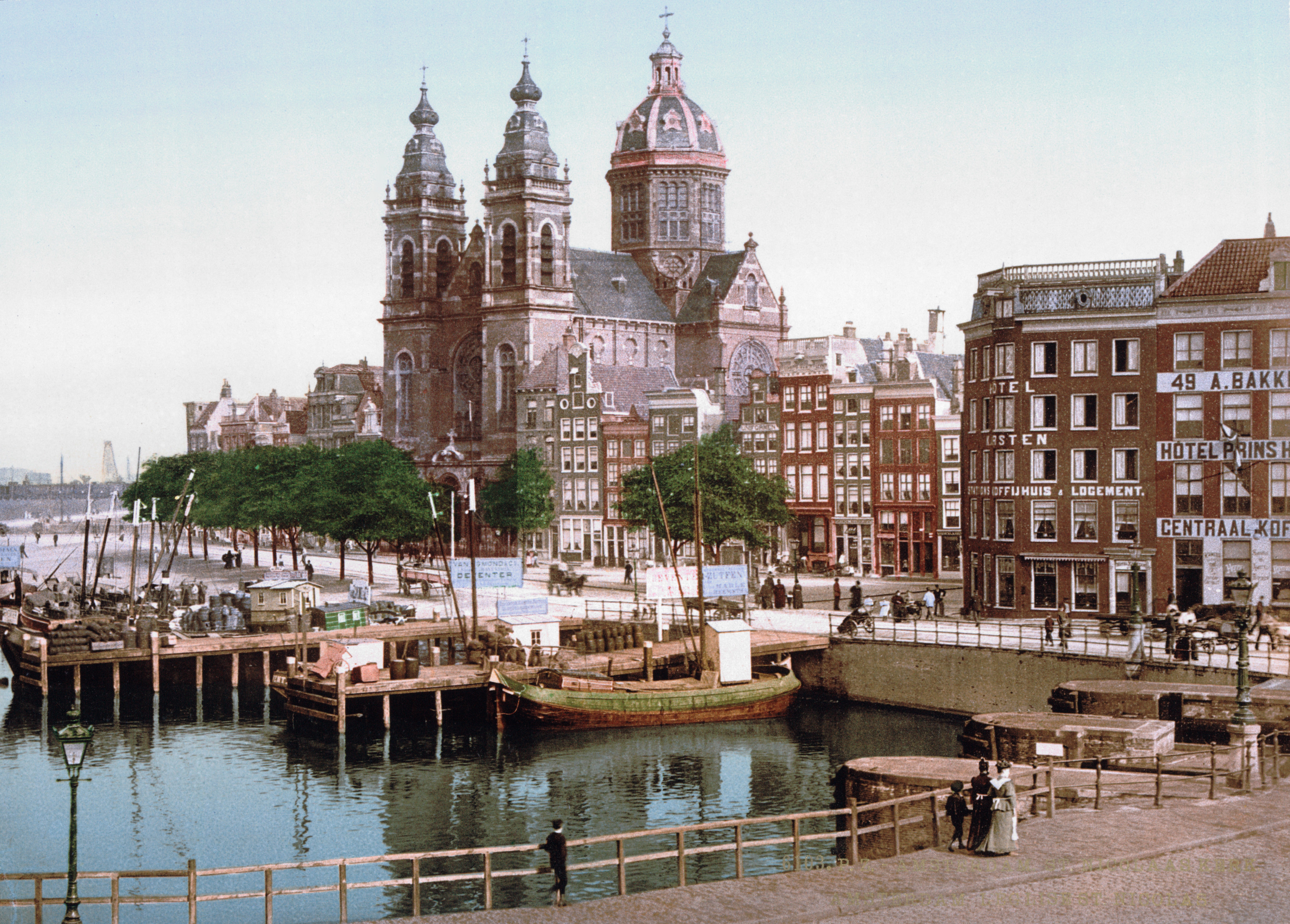
La iglesia en 1900

Se terminó de construir en 1887 para sustituir a la antigua Amstelkring que pasó a convertirse en museo.
Fue diseñada por el arquitecto Adrianus Bleijs (1842-1912), uniendo características de diferentes estilos, principalmente neobarroco y neorrenacentista. La fachada esta coronada por dos torres neobarrocas con una ventana entre ellas en la que en un bajo relieve se representa a Cristo y los 4 evangelistas. Sobre ellos se sitúa una estatua de San Nicolás, patrón tanto de la iglesia como de la ciudad, fue realizada por el escultor Bart van Hove (1850-1914) en 1886.

## Descripción
El interior tiene forma de cruz, con tres naves longitudinales y una perpendicular. En la intersección se levanta una gran cúpula. Dos capillas laterales dedicadas a la Virgen y San José completan el conjunto
Detrás del altar principal se encuentra la corona de Maximiliano de Austria donada por el mismo cuando realizó una peregrinación a Ámsterdam.
Es la principal iglesia católica de la ciudad. Todas las semanas se realizan cultos en castellano, con frecuencia es sede también de conciertos para órgano.

## Galería de imágenes

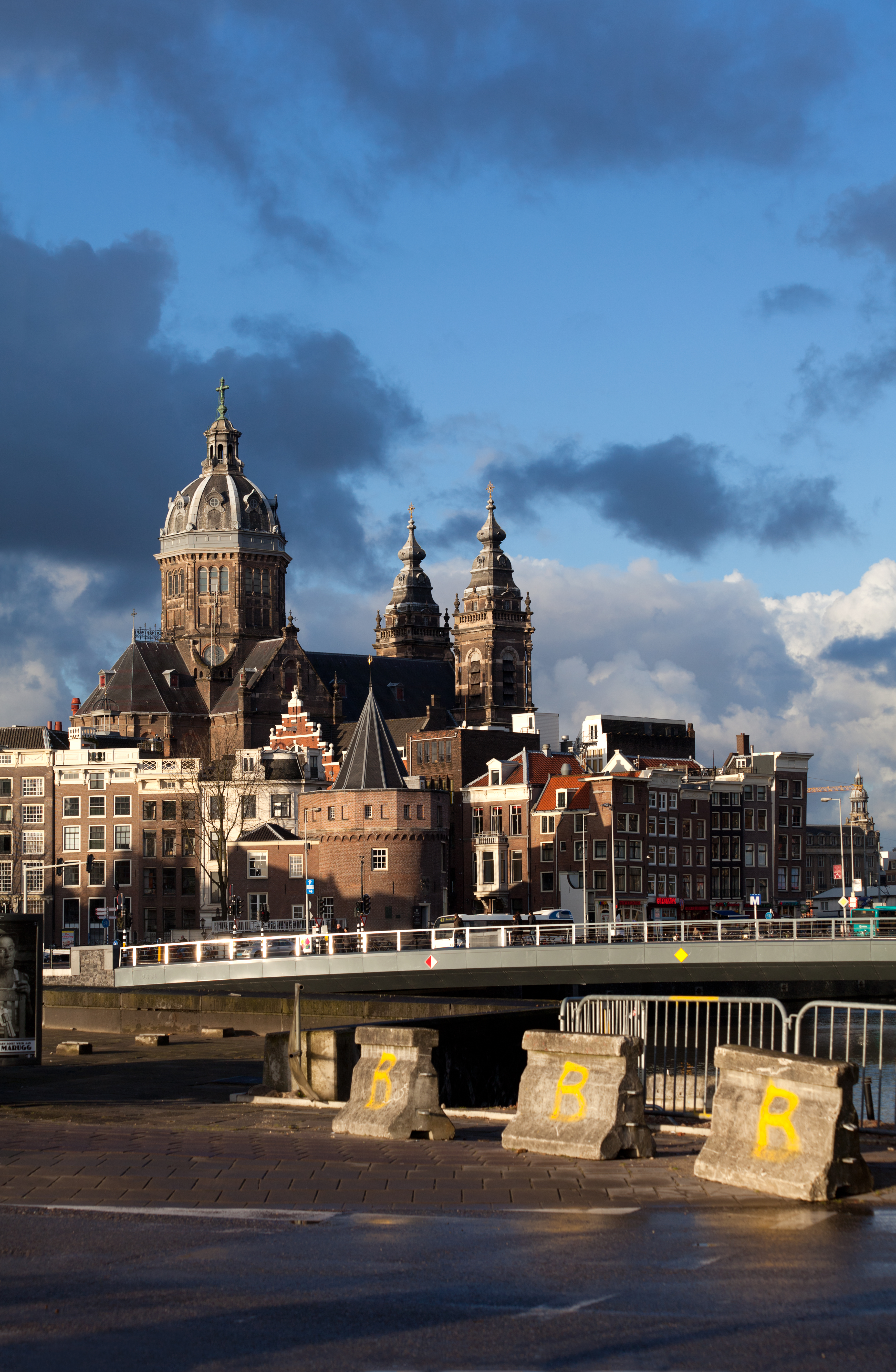
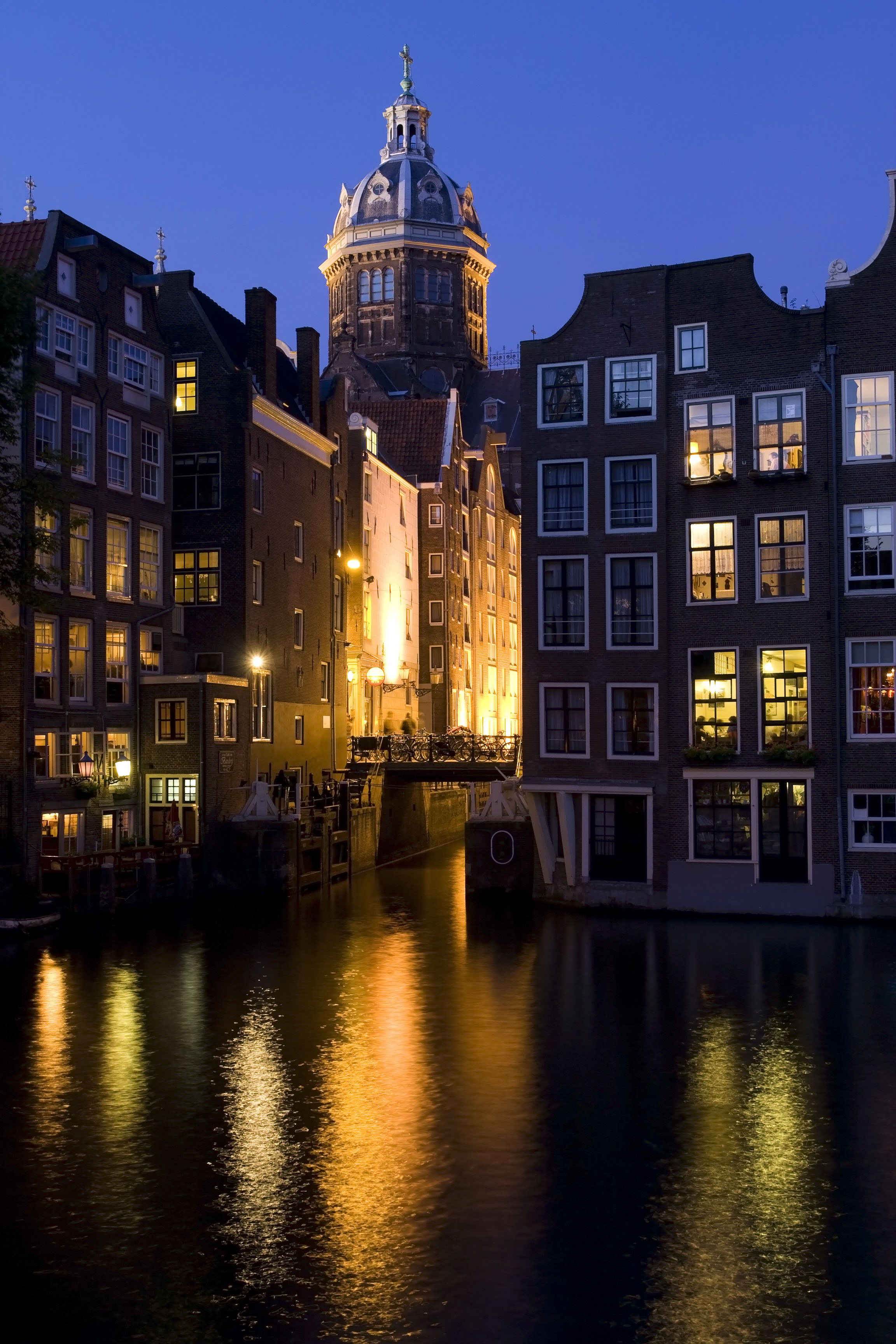
La basílica vista desde un canal.
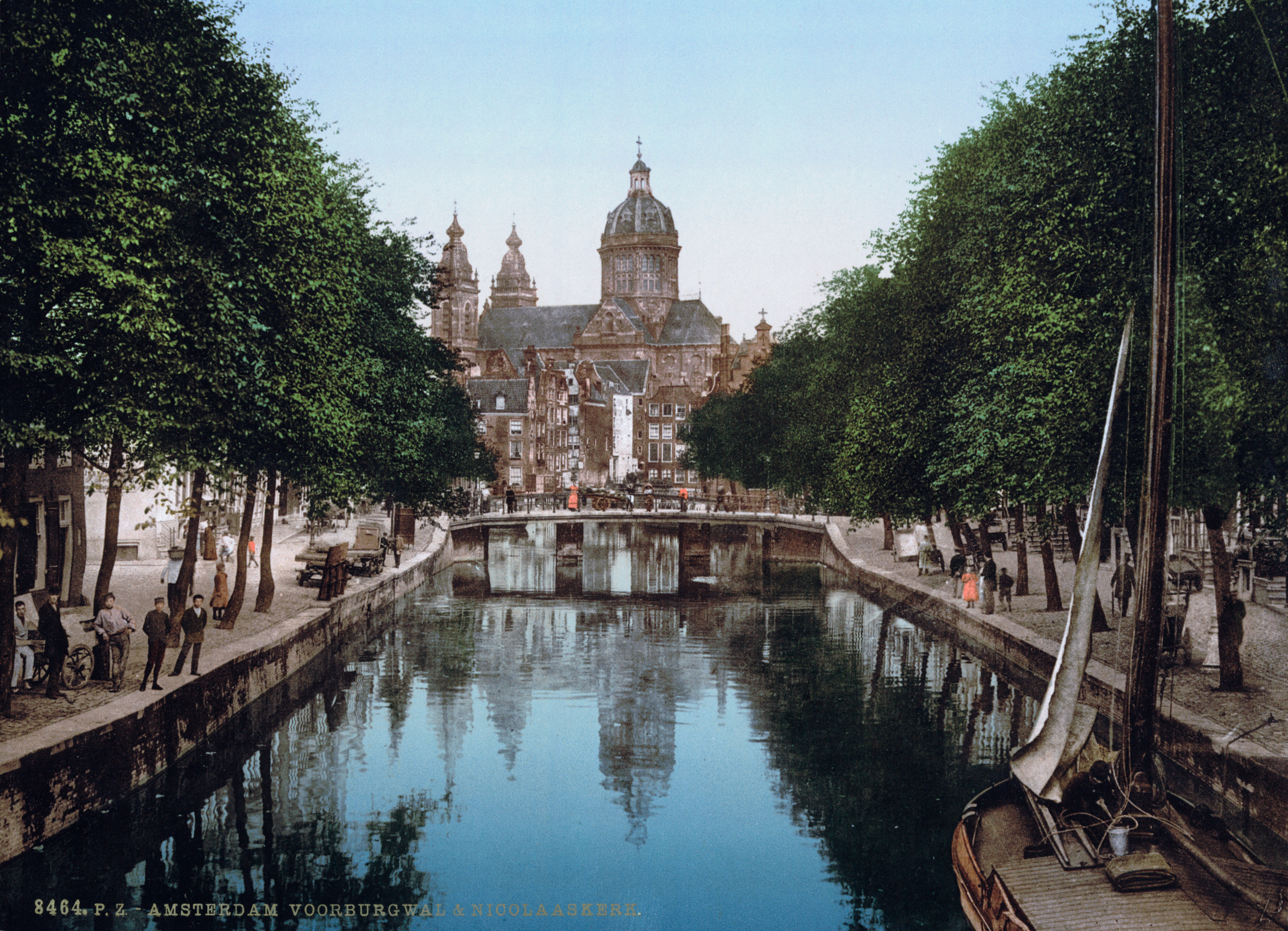
La basílica (circa 1890).
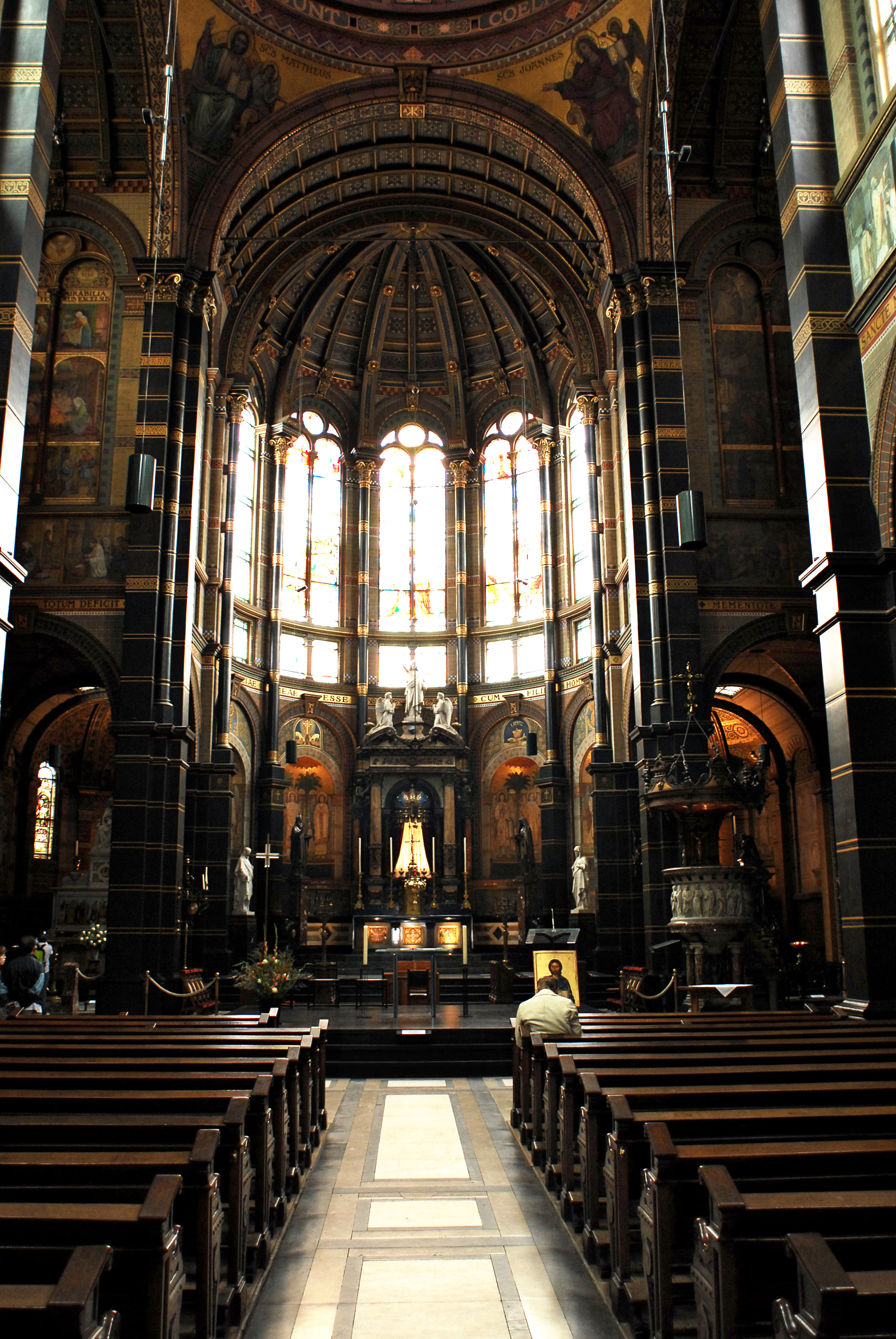
Vista del interior.
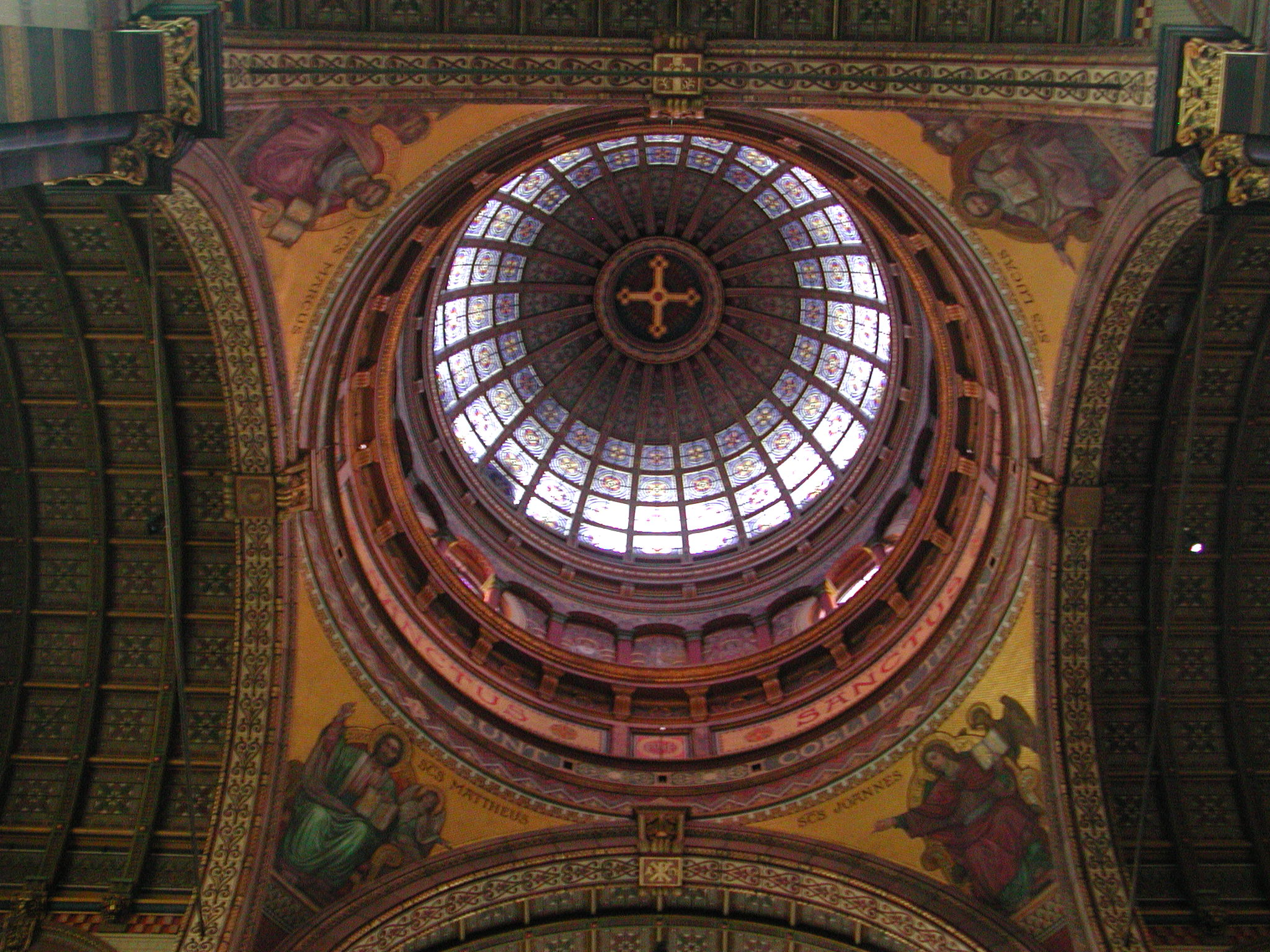
Interior de la cúpula